# Beuvron (rivière)
Pour les articles homonymes, voir Beuvron (homonymie).
Le Beuvron est une rivière française des départements du Loiret, du Cher et de Loir-et-Cher en région Centre-Val de Loire et un affluent de rive gauche de la Loire.

## Géographie

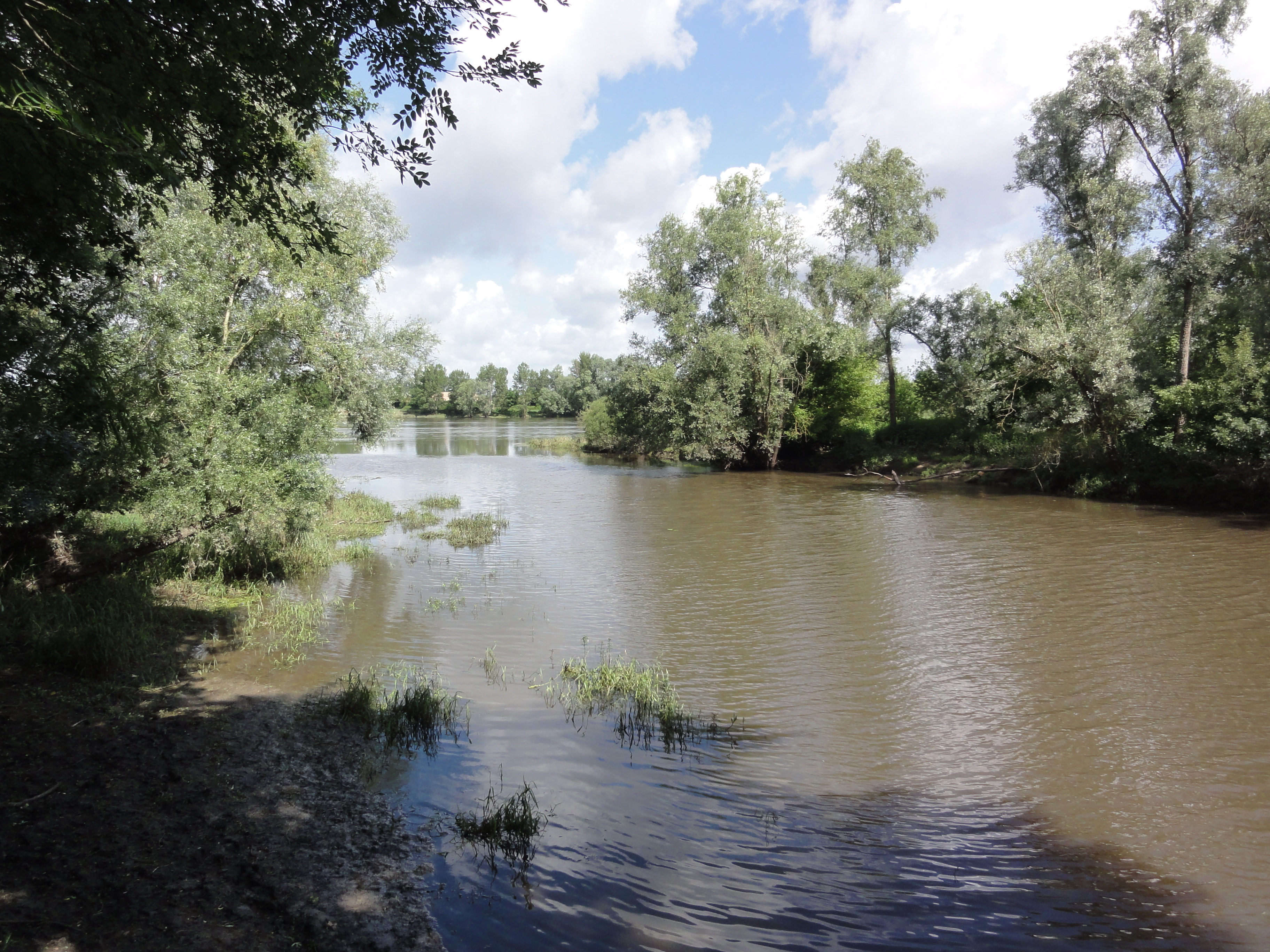
Candé-sur-Beuvron (Loir-et-Cher) : confluence du Beuvron avec la Loire.

Long de 115,2 km, le Beuvron emprunte le territoire de trois départements (Loiret, Cher et Loir-et-Cher) tous situés dans la région Centre-Val de Loire.
Il prend sa source à 160 mètres d'altitude à Coullons dans la région naturelle de la Sologne et le département du Loiret.
Il se jette dans la Loire à Candé-sur-Beuvron dans le département de Loir-et-Cher.

### Liste des communes traversées
- Département du Cher : Argent-sur-Sauldre, Brinon-sur-Sauldre.

- Département de Loir-et-Cher : Bauzy, Bracieux, Candé-sur-Beuvron (confluence), Cellettes, Chaon, Chaumont-sur-Tharonne, Chitenay, Cour-Cheverny, La Ferté-Beauharnais, Lamotte-Beuvron, Mont-Près-Chambord, Les Montils, Monthou-sur-Bièvre, Montrieux-en-Sologne, Neung-sur-Beuvron, Neuvy, Nouan-le-Fuzelier, Ouchamps, Pierrefitte-sur-Sauldre, Saint-Viâtre, Seur, Tour-en-Sologne, Valaire, Vernou-en-Sologne, Vouzon.

- Département du Loiret : Cerdon, Coullons (source).

### Toponymes
Le Beuvron a donné son hydronyme aux trois communes de Candé-sur-Beuvron (confluence), Neung-sur-Beuvron, Lamotte-Beuvron.

### Organisme gestionnaire
- (SEBB) Syndicat entretien du Bassin du Beuvron

## Affluents
Le Beuvron reçoit sur sa rive gauche, d'aval en amont : la Bièvre, le Conon, la Bonheure, le Néant, la Guide, le Surget.
Et en rive droite : le Cosson (un kilomètre avant de se jeter dans la Loire, à Candé-sur-Beuvron), le Balletan, la Tharonne, le Chicandin, la Gravotte.

## Hydrologie
Quant au module du Beuvron, à son confluent avec la Loire (Cosson inclus), il se monte à 11 m3/s.

### Le Beuvron à Cheverny
Le débit du Beuvron a été observé durant une période de 16 ans (1970-1985), à Cheverny, localité du département de Loir-et-Cher située peu avant son confluent avec le Cosson. Le bassin versant de la rivière y est de 1 100 km2 (soit plus ou moins la moitié de la superficie de celui-ci à l'exclusion du bassin du Cosson).
Le module de la rivière à Cheverny est de 6,07 m3/s.
Le Beuvron présente des fluctuations saisonnières de débit assez marquées, comme c'est généralement le cas pour les affluents de la Loire. Les hautes eaux se produisent en hiver-printemps, avec des débits mensuels moyens allant de 7,57 à 14,7 m3/s, de décembre à mai inclus (avec un maximum très net en février). Les basses eaux d'été, de juillet à septembre, entraînent une baisse du débit moyen mensuel allant jusqu'à 0,832 m3/s au mois d'août, ce qui reste malgré tout assez appréciable.

### Étiage ou basses eaux
Cependant, aux étiages, le VCN3 peut chuter jusque 0,040 m3/s, soit 40 litres/s, ce qui est très sévère, même comparé aux autres cours d'eau de plaine du bassin de la Loire.

### Crues
Les crues, quant à elles, peuvent être assez importantes. Les QIX 2 et QIX 5 valent respectivement 45 et 64 m3/s. Le QIX 10 est de 78 m3/s et le QIX 20 de 90 m3/s. Quant au QIX 50, il n'a pas été calculé, faute de durée d'observation suffisante.
Toujours à Cheverny, le débit instantané maximal enregistré a été de 85,7 m3/s le 1er février 1977, tandis que la valeur journalière maximale était de 92 m3/s le 12 février 1978. En comparant la première de ces valeurs à celles des différents QIX de la rivière, il apparaît que cette crue, était à peine d'ordre vicennal et donc destinée à se reproduire tous les 20 ans en moyenne.

### Lame d'eau et débit spécifique
Le Beuvron n'est pas une rivière très abondante. La lame d'eau écoulée dans son bassin versant est de 175 mm/an  ce qui est très inférieur à la moyenne d'ensemble de la France tous bassins confondus, ainsi qu'à la moyenne du bassin versant global de la Loire (247 mm/an). Le débit spécifique (ou Qsp) atteint 5,5 L/s/km2 de bassin.

## Continuité
Le syndicat d'entretien du bassin du Beuvron (SEBB) expérimente annuellement sur le bassin du Beuvron depuis 2003 des opérations de levers progressifs de barrage pour mobiliser les sédiments en amont des barrages (curage naturel), pallier la discontinuité piscicole et faciliter les travaux d’entretien des riverains.

## Écologie
Le bassin versant du Beuvron s'inscrit dans la région naturelle Sologne, caractérisée par une grande richesse faunistique et floristique et par l'étroite intrication entre milieux humides et secs, ouverts et forestiers. Cette configuration fait de cette région une zone humide d'importance européenne (Natura 2000) comportant plus de 3 000 étangs, qui associés aux rivières dont le bassin du Beuvron représente environ 50 %, forment un véritable continuum écologique.
Le réseau hydrographique de la vallée du Beuvron a été altéré dans le passé par les travaux de recalibrage, de curage et d'élargissement prétendument destinés à "assainir" la région naturelle de la Sologne. Les cours d'eau du bassin présentent depuis lors une mauvaise qualité morphoécologique. Des méthodes douces sont dorénavant utilisées pour entretenir la rivière.

## Étymologie
La rivière doit son nom aux castors qui la peuplaient au Moyen Âge et qui étaient désignés sous le nom de bièvres, du gaulois bebron/bibron. D'après les études menées notamment par Sologne Nature Environnement, cet animal emblématique recolonise progressivement le bassin du Beuvron depuis sa réintroduction sur la Loire en 1974.

## Patrimoine
Parmi les éléments patrimoniaux bâtis situés sur ou dans le voisinage du cours du Beuvron, on peut citer :
- Le château de Villesavin à Tour-en-Sologne
- Le pont ferroviaire sur le Beuvron à Lamotte-Beuvron
- Le vieux pont sur le Beuvron à Candé-sur-Beuvron

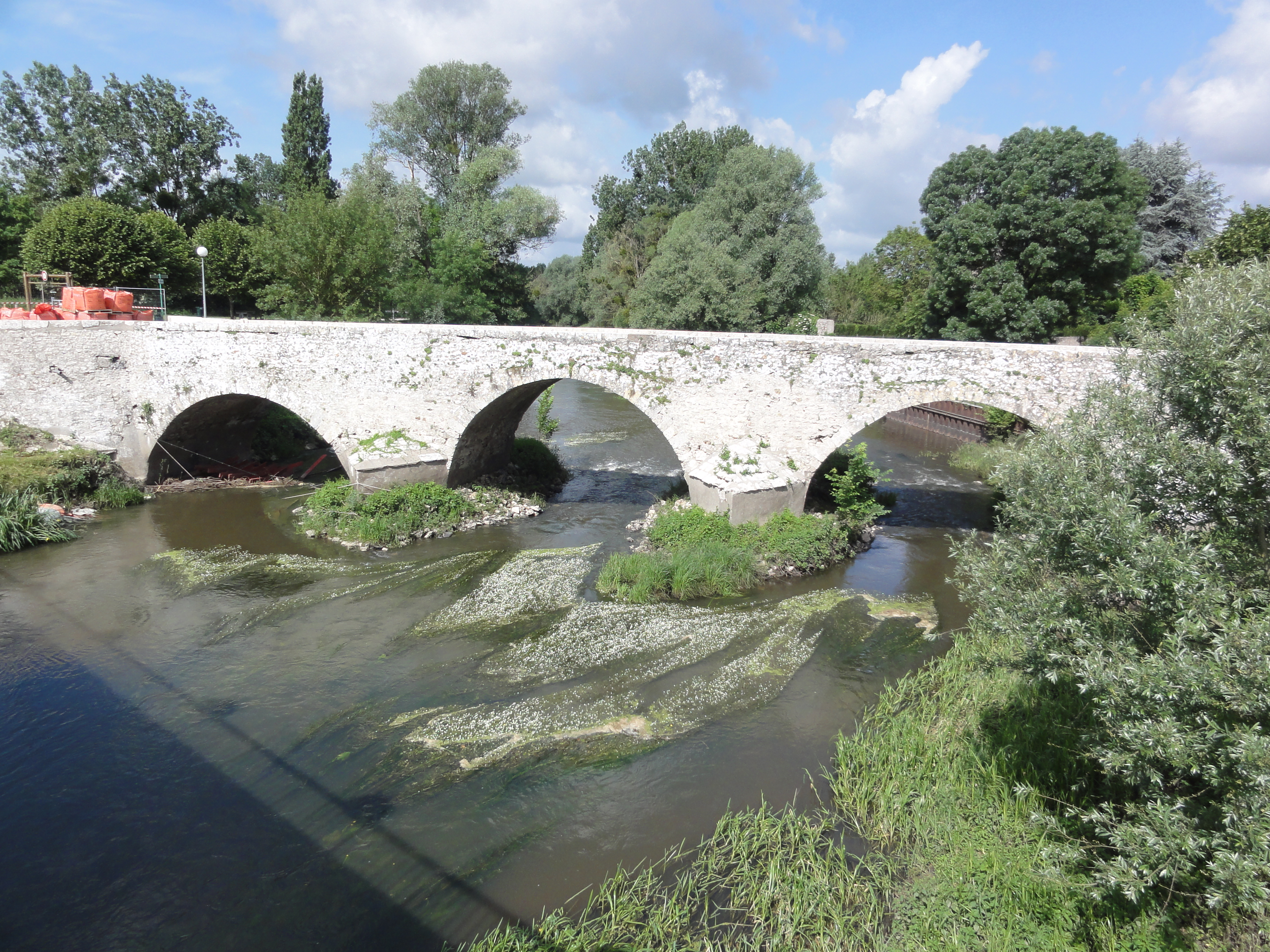
Vieux pont sur le Beuvron à Candé-sur-Beuvron.
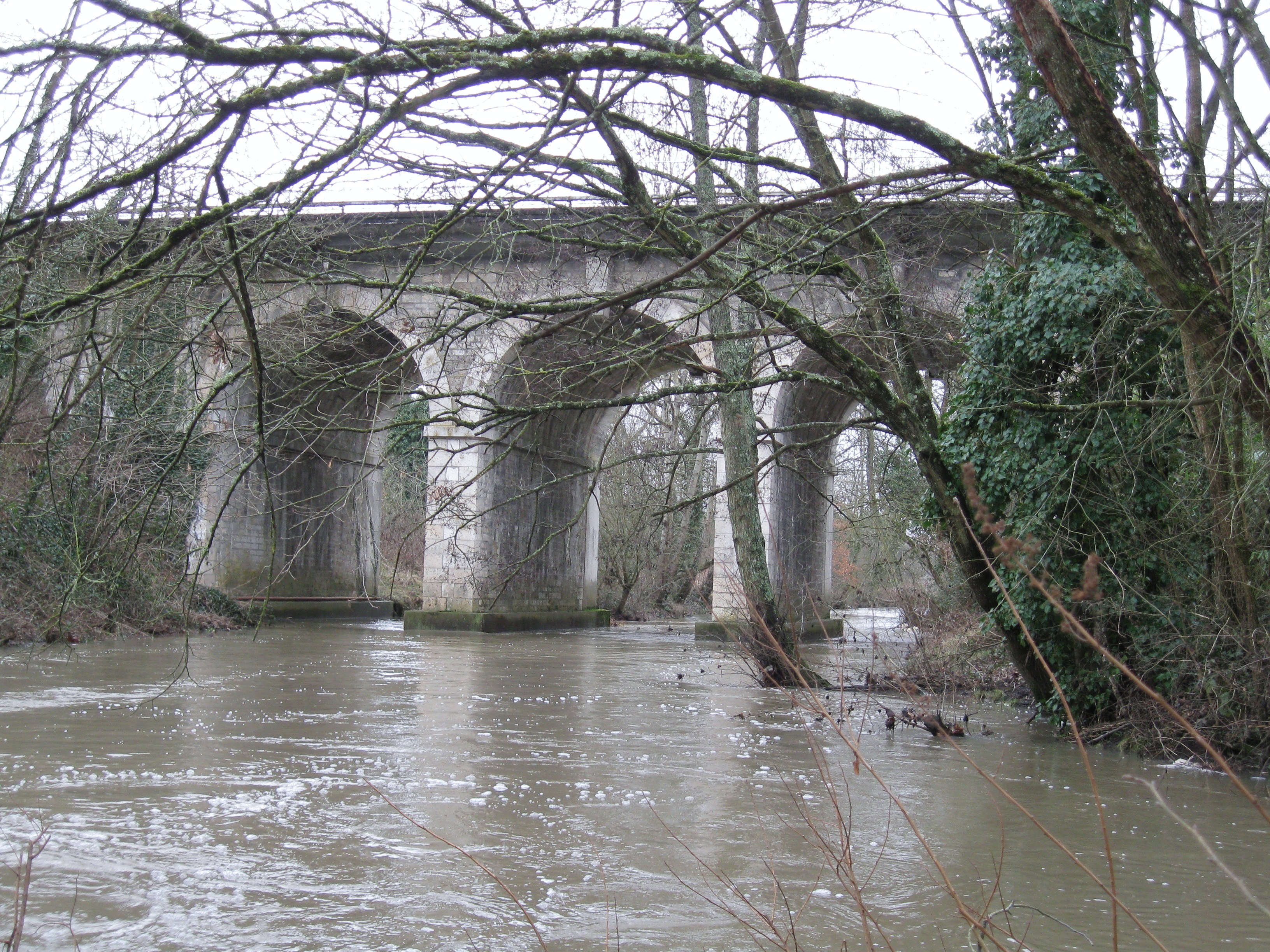
Pont ferroviaire sur le Beuvron à Lamotte-Beuvron.
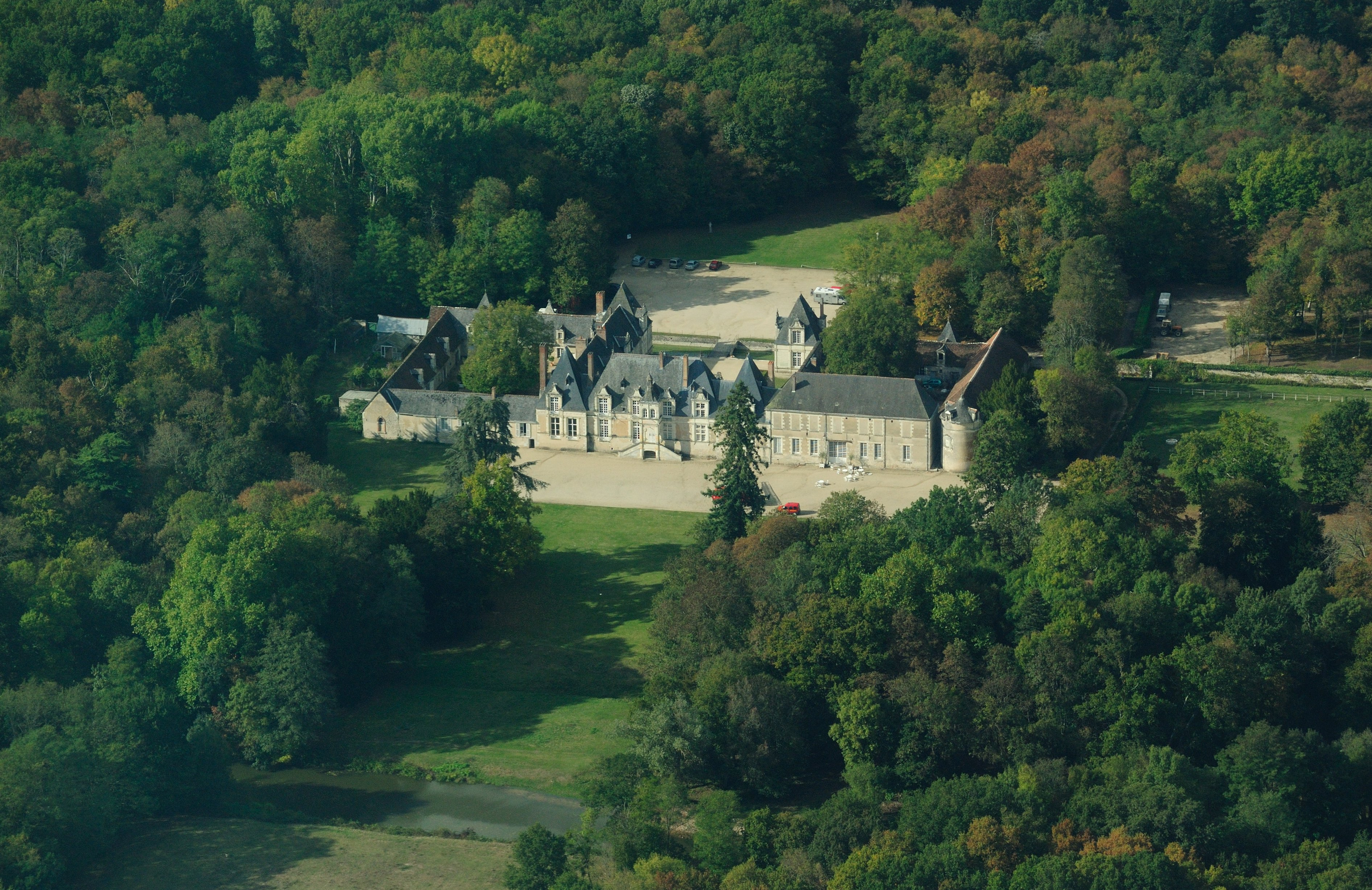
Le château de Villesavin près du Beuvron.
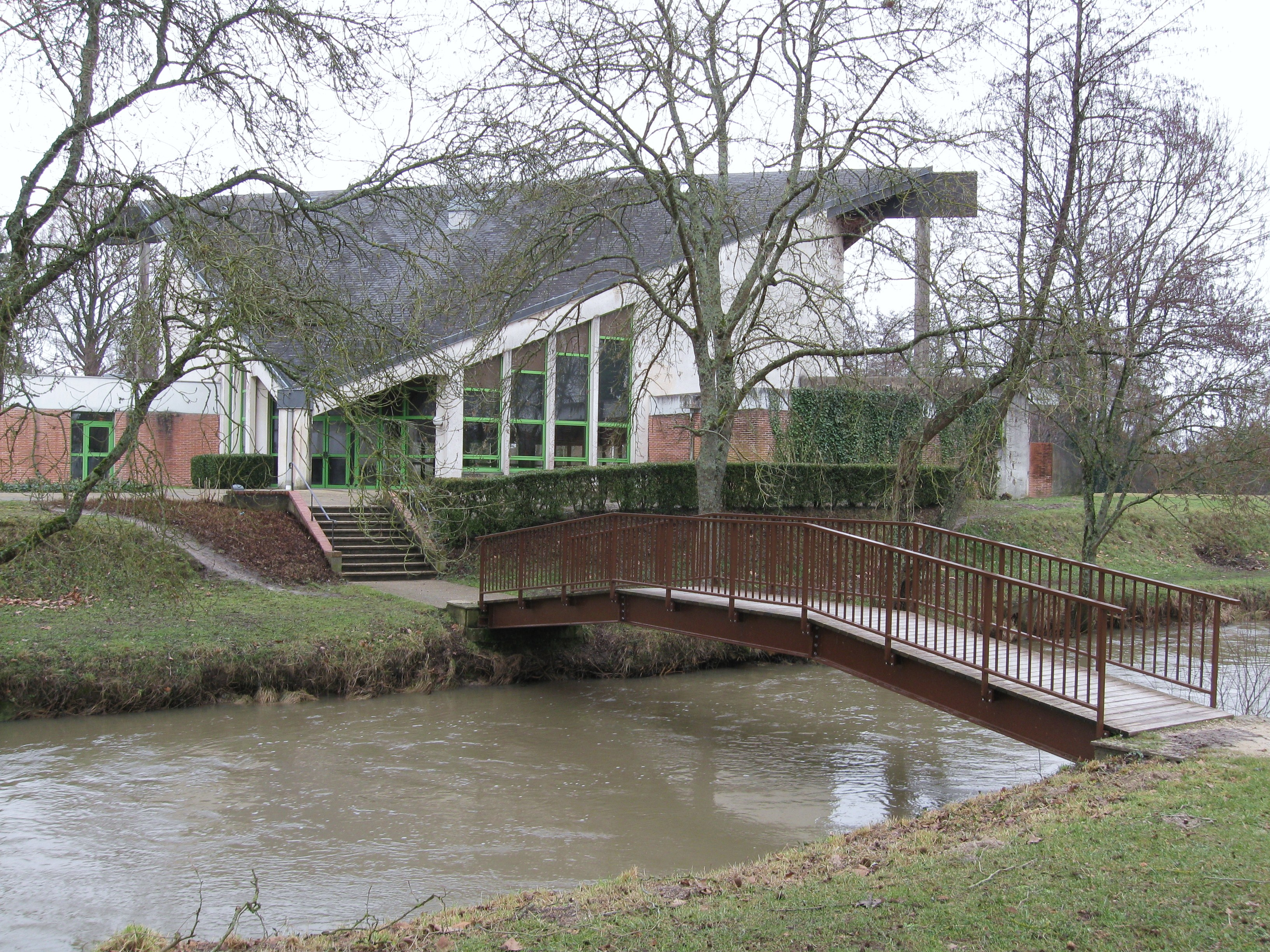
Lamotte-Beuvron : salle des fêtes.